# Malizia
Malizia è un film del 1973 diretto da Salvatore Samperi.
Con un incasso di oltre 5 miliardi di lire, è stata una delle più fortunate commedie sexy all'italiana, il modello per innumerevoli pellicole successive, il maggior successo economico di Samperi e l'affermazione della Antonelli a icona erotica del decennio.

## Trama
Acireale, fine anni cinquanta. Il commerciante di tessuti Ignazio La Brocca, rimasto improvvisamente vedovo con tre figli da crescere, trova nella domestica Angela La Barbera, assunta dalla defunta moglie e arrivata da loro il giorno stesso del funerale della moglie, la donna ideale da sposare: un perfetto angelo del focolare, dai modi pudichi e dal corpo procace.
L'attraente domestica suscita però anche l'interesse dei due figli più grandi. Mentre il maggiore, il diciottenne Antonio, dopo aver visto respinte le sue insistenti attenzioni e aver scoperto le mire del padre si fa da parte, il quattordicenne Nino, profondamente infatuato della donna, la disturba e le fa una corte incessante e ne ostacola il matrimonio con il padre, già osteggiato dall'arcigna nonna paterna, inventandosi le apparizioni del fantasma della madre defunta.
In una notte di tempesta, in assenza del "promesso sposo" Ignazio, recatosi dalla madre per ottenerne il benestare al matrimonio, Angela, esasperata dalla serie crescente di giochi erotici a cui Nino l'ha costretta, cede infine ai desideri del ragazzo e si concede completamente a lui. Una volta soddisfatta la propria ossessione adolescenziale, Nino abbandona ogni interferenza e il matrimonio, così "benedetto", può essere celebrato.

## Produzione
Il film è stato girato ad Acireale (alcune scene presso il Castello Scammacca).
Samperi, che dopo l'inaspettato successo di Grazie zia veniva da una serie di film interessanti ma dallo scarso esito commerciale, propose il film per due anni ai maggiori produttori, nonché ad attori di primo piano  come Tognazzi, Ingrassia e Manfredi, senza esito.
Il produttore Clementelli avrebbe voluto come protagonista Mariangela Melato, ma Samperi spinse per prendere la Antonelli, che aveva appena girato Il merlo maschio, film nel quale l'attrice, che si mostrava in generosi nudi, era apparsa al vertice della sua bellezza.

## Accoglienza

### Incassi
In Italia fu il terzo film per incassi della stagione cinematografica 1972/73, dopo Il padrino e Ultimo tango a Parigi.
Malizia detiene ad oggi il diciannovesimo posto nella classifica dei film italiani più visti di sempre, con 11 756 327 spettatori.

## Sequel
Nel 1991, a distanza di quasi vent'anni, è stato realizzato un sequel, Malizia 2mila, con lo stesso regista e gli stessi attori protagonisti (tranne Alessandro Momo, morto nel 1974); è stato un film giudicato "patetico e imbarazzante", rivelatosi un fiasco al botteghino.

## Riconoscimenti
- 1974 - Nastro d'argento
  - Miglior attrice protagonista (Laura Antonelli)
  - Migliore attore non protagonista (Turi Ferro)
  - Migliori costumi